# Нитрат олова(IV)
Нитрат олова(IV) — неорганическое соединение, 
соль металла олова и азотной кислоты 
с формулой Sn(NO3)4,
бесцветные кристаллы,
разлагается в воде.

## Получение
- Растворение олова в 70% азотной кислоте.

- Реакция пентагидрата хлорида олова(IV) и жидкого пентаоксида азота.

## Физические свойства
Нитрат олова(IV) образует бесцветные кристаллы
моноклинной сингонии,
пространственная группа P 21/c,
параметры ячейки a = 0,780 нм, b = 1,385 нм, c = 1,023 нм, β = 123,6°, Z = 4
.
В воде разлагается, но стабилен в кислых растворах.
Растворяется в тетрахлоруглероде.
С пиридином образует аддукт вида Sn(NO3)4•2C5H5N.

## Химические свойства
- С нитратами щелочных металлов образует комплексные соли вида Cs2[Sn(NO3)6].